# Leopold Vietoris
Leopold Vietoris, avstrijski matematik, * 4. junij 1891, Radgona, Avstro-Ogrska, † 9. april 2002, Innsbruck, Avstrija.
Poleg svojega dela na področju topologije je najbolj znan kot najdalj živeči Avstrijec (110 let in 309 dni). Vietoris je doktoriral leta 1920 na Univerzi na Dunaju pod mentorstvom Gustava Ritterja von Eschericha in Wilhelma Wirtingerja. 
Po njem se imenuje:
- Vietorisova topologija
- Vietorisova homologija
- Mayer-Vietorisovo zaporedje
- Vietoris-Beglov izrek o preslikavah

Ko je umrl, je bil najstarejši Avstrijec.